# Staatspreis für publizistische Leistungen im Interesse der Geistigen Landesverteidigung
Der Staatspreis für publizistische Leistungen im Interesse der Geistigen Landesverteidigung ist eine vom österreichischen Wissenschaftsministerium jährlich verliehene Auszeichnung, die zu den Staatspreisen der Republik Österreich zählt. Der Preis wurde 1965 ins Leben gerufen.

## Staatspreis
Der Staatspreis wird für mehrmalige Leistungen oder einmalige Leistungen größeren Umfangs auf dem Gebiet der geistigen Landesverteidigung durch österreichischer Berufsjournalisten, ständige Mitarbeiter bei Presseorganen oder österreichischer Redakteure bei Rundfunk und Fernsehen verliehen. Die Journalisten müssen ihren ständigen Wohnsitz in Österreich haben. Für die Bewerbung sind ausschließlich Beiträge zugelassen, die in Zeitungen und Zeitschriften innerhalb eines bestimmten Zeitraums erschienen sind bzw. im ORF gesendet wurden. Ausgeschlossen sind Beiträge, die in Soldatenzeitungen, Heereszeitschriften und ähnlichen Organen erschienen sind.
Die eingereichten Arbeiten werden von einer dreiköpfigen, vom Ministerium bestellten Jury begutachtet, von der ein Vorschlag an die Ressortleitung erstellt wird. Der Preis ist mit 4000 Euro dotiert.

## Preisträger
- 1965 Peter Zehrer
- 1967 Franz Stamprech, Hans Ströbitzer und Ingomar Pust
- 1969 Anton Pelinka, Hans Kronhuber und Wilhelm Kuntner
- 1970 Gerhard Maurer, Werner Kunzenmann, Walter Urbanek und Alexander Appenroth
- 1972 Reinald Hübl, Gerd Kaminski und Alfred Payrleitner[3]
- 1976 Hubert Feichtlbauer
- 1977 Heiner Boberski
- 1980 Leopold Esterle
- 1983 Andreas Unterberger und Horst Mäder
- 1984 Otto Klambauer
- 1985 Hugo Portisch und Manfried Rauchensteiner
- 1987 Conrad Seidl[4] und Roland Vogel
- 1988 Josef Broukal
- 1990 Kurt Markaritzer
- 1992 Hans Rauscher
- 1993 Willy Hillek und Paul Schulmeister
- 1995 Horst Friedrich Mayer
- 1997 Wolfgang Fuchs
- 1998 Robert Dienel
- 1999 Christian Wehrschütz
- 2000 Livia Klingl[5]
- 2002 Ernest F. Enzelsberger
- 2003 Gerald Karner
- 2004 Margaretha Kopeinig[6]
- 2005 Rainer Nowak